# Вільна Держава Чукотка

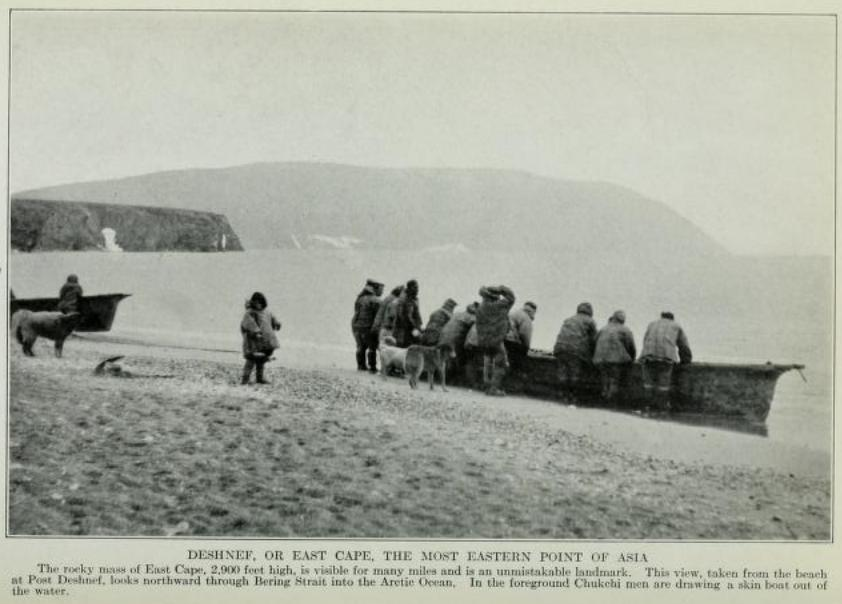
Чукчі повертаються з риболовлі на мисі Дежньова в 1914 році

Вільна Держава Чукотка

Вільна держава Чукотка — невдалий антикомуністичний уряд, створений в Анадирі під час громадянської війни в Росії після захоплення поселення місцевими торговцями хутром, які виступали проти монополії більшовиків на торгівлю хутром 26 жовтня 1921 року. Держава проіснувала до квітня 1922 року, коли радянські війська без опору знову увійшли в Анадир.

## Історія
Оскільки Російська імперія анексувала Чукотку, контроль над регіоном залишався невловимим. Віддалений ізольований регіон рідко, якщо взагалі, спілкувався з російською адміністрацією, і єдиною ознакою їхньої присутності була посада імперського адміністратора в скупченні кают, які мали стати містом Анадир. Таким чином, місцеві чукчі змогли брати участь у прибутковій і погано регульованій торгівлі хутром з англійцями, американцями та японцями та мали змогу привласнювати всі доходи.
У 1919 році двоє молодих російських більшовиків з Камчатського ревкому, або Ревкому, Михайло Мандриков і Август Берзін прибули в Андадир, із пропагандою, що поселення заходиться під «капіталістичним поневоленням» і що весь Радянський Союз ніколи не буде вільним до тих пір, поки Чукотські робітники були звільнені. До них приєдналися ще двоє росіян і двоє російськомовних чукчів, і 16 грудня 1919 року вони захопили посаду імператорського адміністратора, взявши під контроль обласну адміністрацію та проголосивши створення першого радянського революційного комітету на Чукотці.
Місцеві торговці хутром, незадоволені проголошенням Ревкомом державної монополії на хутро та націоналізацією та колективізацією всього хутряного виробництва, 31 січня 1920 року оточили будівлю Ревкому, убивши одного члена Ревкому в короткій перестрілці, перш ніж інші здалися і врешті були страчені. Місцеві торговці хутром скасували всі постанови ревкому, однак Камчатський ревком дізнався про загибель і зажадав поновлення. Тож купці прикинулися новим ревкомом, заснувавши бутафорський осередок Російської комуністичної партії більшовиків в Анадирі і розіславши телеграми в усі довколишні комітети та селища. Проте група росіян у Маркові, лояльна до ревкому Мандрикова, розвіяла ілюзію та повідомила сусідніх чиновників про справжню природу смертей більшовиків і проголосила себе другим ревкомом Чукотки. Коли хитрість була розкрита, деякі торговці хутром втекли до сусідньої Аляски, а деякі залишилися в Андадирі та проголосили незалежність Вільної Держави Чукотка 26 жовтня 1921 року У квітні 1922 року загін Червоної армії, надісланий з Камчатки на чолі з командиром М. П. Вольським, без бою увійшов до Анадирі і брав участь у боротьбі з «білими бандитами» та «грабіжницькими арміями» в цьому регіоні. У 1923 Червона армія, оголосила, що протистояння їхнім військам більше немає.

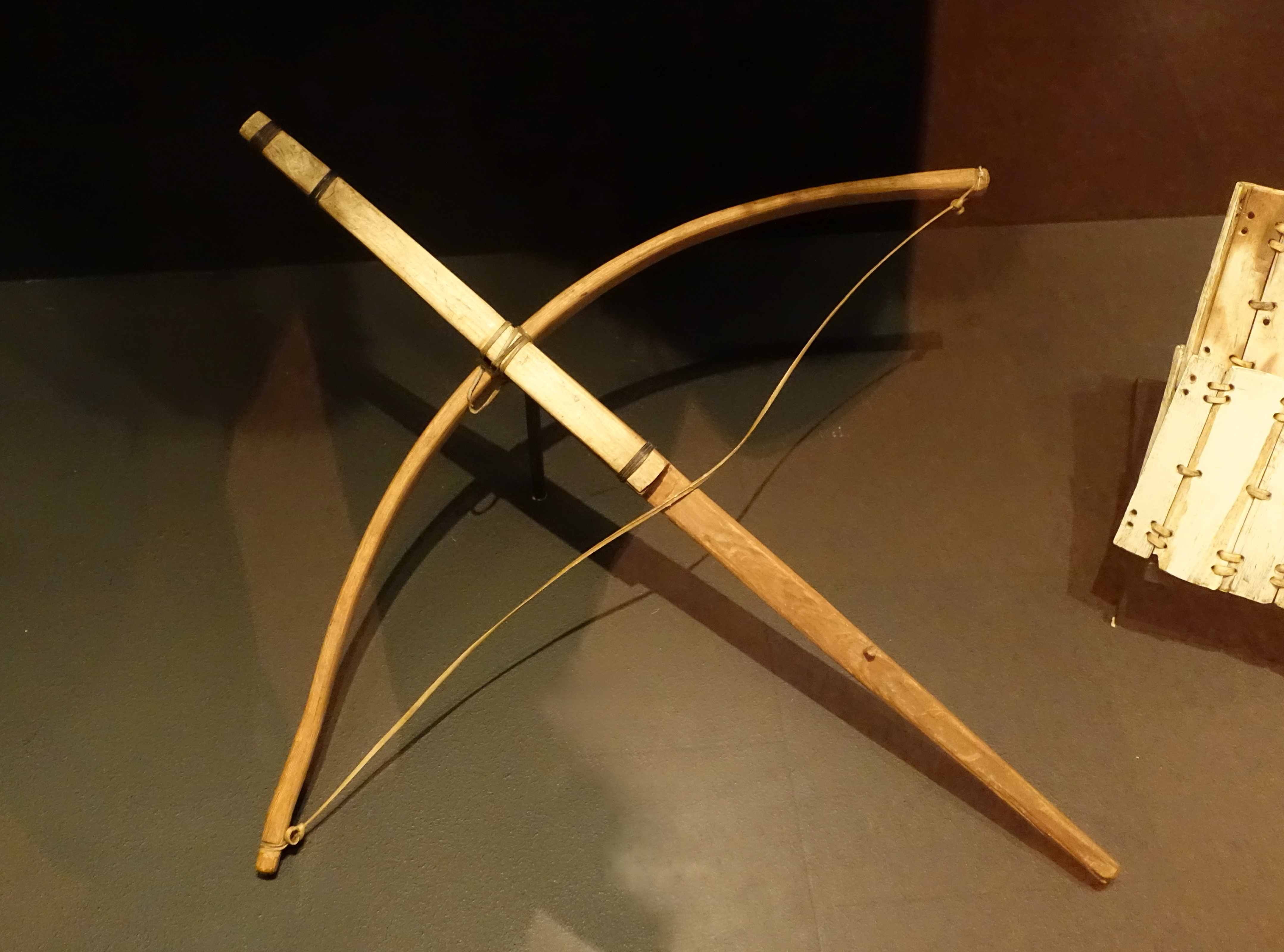
Зброя чукчів

У 1924 році нова експедиція російських більшовиків вирушила на Чукотку, щоб приборкати «відсталі народи» і «зробити з оленярів і мисливців вірних марксистів». Група створила Комітет Півночі, щоб керувати всіма корінними народами від Мурманська до Чукотки, і направила «місіонерів нової культури та нової радянської держави», щоб переконатися, що ідеї Вільної держави були придушені .
Однак корінні чукчі на чолі зі своїми сільськими старостами відкинули більшовицьку адміністрацію, і до 1928 року корінні чукчі не брали жодної участі у місцевому радянському уряді. При цьому опір радянській владі зберігся з чітким розколом між містом і селом. Осілі чукчі спілкувалися з радянською владою в регіоні, брали участь і були змушені її терпіти. В той час сільські чукчі відганяли будь-яких радянських чиновників, які наближалися до них, і продовжували підтримувати свій традиційний шаманський спосіб життя.

## Конфлікт під час Другої світової війни

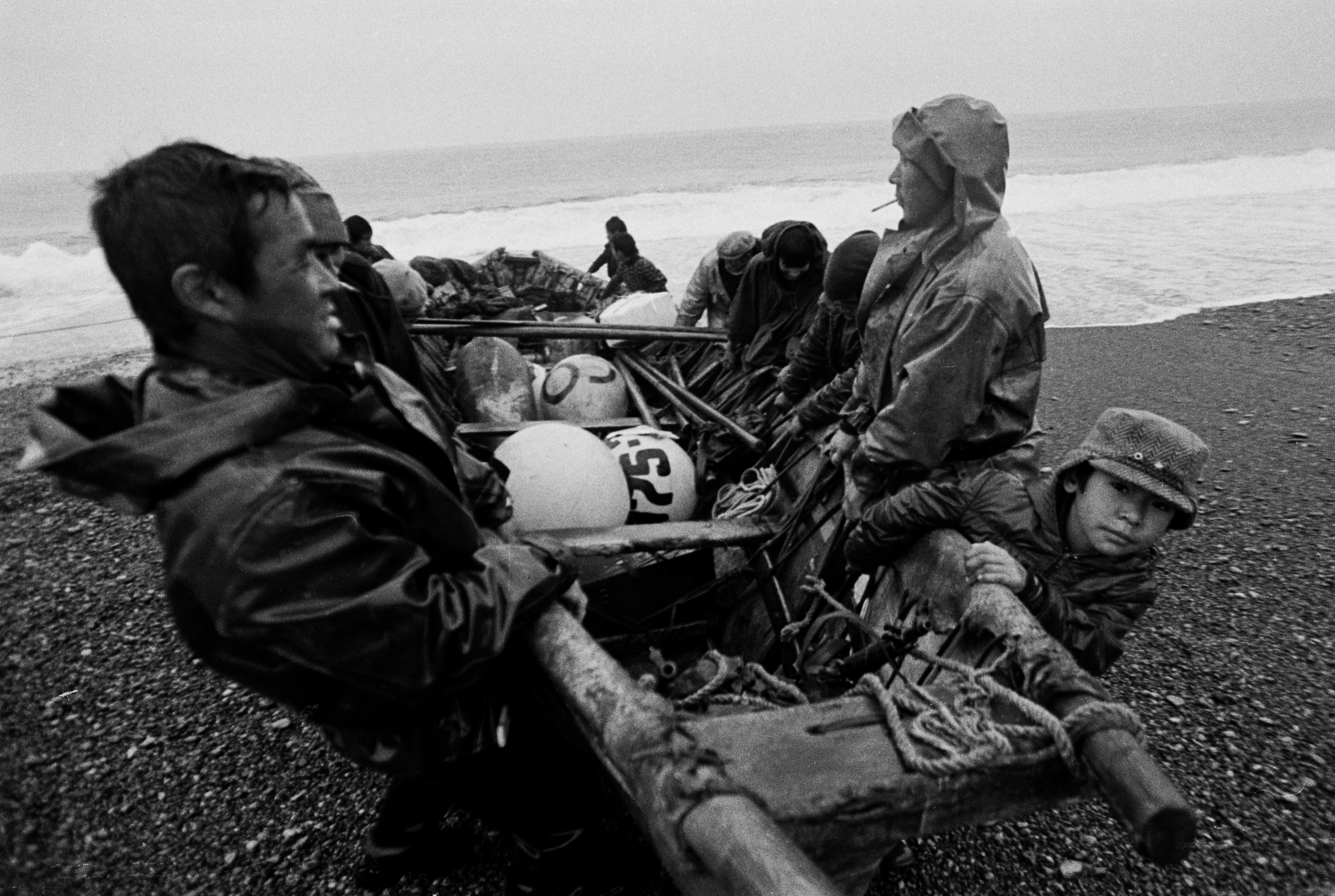
Чукотські мисливці

Конфлікт досяг піку під час Другої світової війни, коли Радянський Союз намагався мобілізувати чукчів на військові дії, що призвело до громадянської війни в регіоні між міськими та сільськими чукчами. Партизанська війна сільських чукчів проти НКВД тривала щонайменше до 1955 року